# Csaba Fenyvesi

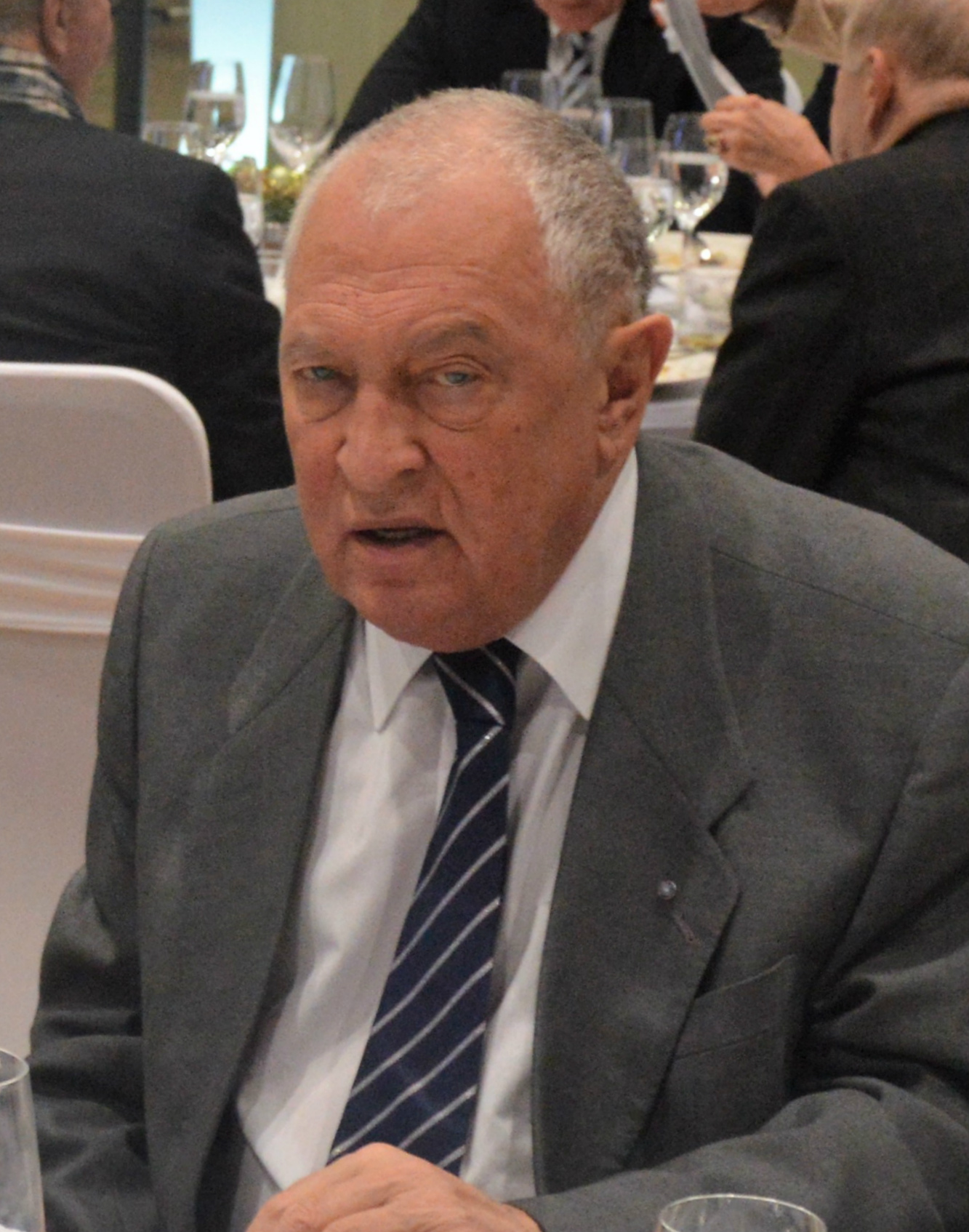
Csaba Fenyvesi

Csaba Fenyvesi, född 14 april 1943 i Budapest, död 3 november 2015 i Budapest, var en ungersk fäktare.
Han tog OS-guld i herrarnas lagtävling i värja i samband med de olympiska fäktningstävlingarna 1972 i München.